# Esquadrão Spack

Esquadrão Spack é uma série de televisão Brasileira do gênero comédia, criada por Alexandre Monteiro, produzida pelo Cartoon Network Brasil, protagonizado por Gustavo Di Natale, Lucas Andreotti e Nicholas Ribeiro e co-protagonizada por Isabella Duartee Bruna Oliveira . A série conta a história de Três Amigos Raphael Andrade(Gustavo Di Natale) , Daniel Roustef(Lucas Andreotti) e Artur Bianchoni(Nicholas Ribeiro) que formam a banda SPACK e ganham a final do concurso que a gravadora mil records fez que de premio assinar contrato com a gravadora.a série mostra as aventuras dos tres amigos nas escola de artistas e no prédio aonde moram. A série é gravada no Estudios do Cartoon Network Brasil, em São Paulo.

## Personagens Principais

### Raphael Andrade
- (Gustavo Di Natale) Tem 16 anos é o vocalista da SPACK e é o mais calmo do trio e ama Gabriela.

### Daniel Roustef
- (Lucas Andreotti) Tem 16 anos é o guitarrista da SPACK é o mais bagunçeiro do trio e gosta de comer pipoca e refrigerante de uva.

### Artur Bianchoni
- (Nicholas Ribeiro) Tem 16 anos é o baterista da SPACK e ama a Juliana e gosta de jogar Video-Game.

### Juliana Santos
- (Isabella Duarte) É amiga dos três e estuda com eles na escola de artes. ela gosta de atuar

### Gabriela Fisher
- (Bruna Oliveira) Tem 16 anos é a garota que Raphael Gosta e ela chama pra sair no primeiro episodio

### Otávio Gordon
- (Fabio Correa) O chefe da Spack ele é um dos integrantes da mil records e empresário da SPACK

## Temporadas
| Temporada | Episódios | Lançamento no Brasil   | Lançamento em Portugal | Lançamento nos Estados Unidos |
| --------- | --------- | ---------------------- | ---------------------- | ----------------------------- |
| 1         | 22        | 3 de fevereiro de 2011 | 9 de fevereiro de 2011 | 5 de abril de 2011            |